# Фортун ибн Каси
Форту́н ибн Каси (исп. Fortun ibn Qasi; ранее 714 — середина VIII века) — глава мувалладской семьи Бану Каси, возможно, вали Сарагосы.

## Биография
Отцом Фортуна был родоначальник семьи Кассий. Так как Фортун являлся единственным из сыновей Кассия, который носил имя, распространённое у христиан (Фортун — арабизированная форма латинского имени Fortunis), историки считают, что он был старшим сыном и родился до того, как его отец в 714 году перешёл в ислам. После смерти своего отца Фортун стал его наследником в качестве главы семьи Бану Каси, получив в управление родовые владения — Арнедо или Борху.
О фактах биографии Фортуна ибн Каси сообщают только позднейшие документы из мусульманской части Пиренейского полуострова. Почти через 100 лет после жизни Фортуна, в своём письме, написанном в 844 году его внуку, Мусе II ибн Мусе, эмир Кордовы Абд ар-Рахман II упомянул о браке Фортуна ибн Каси с Аишей, с одной стороны — внучкой одного из арабских завоевателей Испании Мусы ибн Нусайра, с другой — дочерью от второго брака вдовы короля вестготов Родериха. Эмир особо отметил, что Аиша являлась прямым потомком пророка Мухаммеда и что это родство возвысило её потомков среди прочих подданных эмира и ввело Бану Каси в число наиболее знатных мусульманских семей Пиренейского полуострова. Также в исторических хрониках упоминается о назначении Фортуна ибн Каси вали Сарагосы, однако точные даты этого правления современными историками пока не установлены, а некоторые историки подвергают сомнению сам факт назначения Фортуна на эту должность.
Из арабских генеалогий известно о двух сыновьях Фортуна ибн Каси: Мусе I ибн Фортуне, наследнике своего отца в качестве главы семьи Бану Каси, и Захире.